# Kronprinsesse Sofies Vej
Kronprinsesse Sofies Vej er en gade i Mariendals-kvarteret på Frederiksberg i København. Den går fra Godthåbsvej i syd til Ågade mod nord.

## Historie
Gaden blev anlagt som en del af kreaturkommissær Niels Josephsens plan for udstykning af gården Mariendal. Han var en stor beundrer af det græske kongehus og besluttede sig for at opkalde nogle af gaderne i kvarteret efter dets medlemmer. Det gælder også Kong Georgs Vej og Dronning Olgas Vej benævnt efter det græske kongepar. Prins Constantins Vej er benævnt efter deres søn kronprins Konstantin, der var gift med kronprinsesse Sophie.
Vejens navn var stavet Kronprinsesse Sophies Vei på Karel Šedivýs kort fra 1900, så fordanskningen af navnet er sket senere.

## Trivia
Buslinje 71 har stoppested på Kronprinsesse Sofies Vej ved Dronning Olgas Vej.